# Diomma knighti
Diomma knighti är en insektsart som beskrevs av Irena Dworakowska 1981. Diomma knighti ingår i släktet Diomma och familjen dvärgstritar.
Artens utbredningsområde är Taiwan. Inga underarter finns listade i Catalogue of Life.